# Acquarossa
Acquarossa ist eine politische Gemeinde und Hauptort des Kreises Acquarossa sowie des Bezirks Blenio, im Schweizer Kanton Tessin.
In der lokalen Tradition bezieht sich der Name ausschliesslich auf die das Thermalbad unmittelbar umgebenden Gebäude am Fuss des Berges Cima del Simano. Die zur früheren Gemeinde Lottigna gehörende Ortschaft Acquarossa wurde Namensgeberin der am 4. April 2004 neu gegründeten Gemeinde, die durch die Fusion von neun bisherigen Gemeinden gebildet wurde; siehe unten.

## Geographie
Acquarossa liegt im mittleren Bleniotal. Nachbargemeinden sind im Uhrzeigersinn die ebenfalls durch Fusion entstandenen Gemeinden Blenio im Norden und Serravalle im Osten und Süden. Im Westen grenzt Acquarossa an die Gemeinde Faido im Bezirk Leventina.
Das Gemeindegebiet ist stark bewaldet, lediglich 2 % der Fläche sind überbaut oder zur Überbauung freigegeben.

### Klima
Die Jahresmitteltemperatur beträgt 10,5 °C, wobei im Januar mit 1,8 °C die kältesten und im Juli mit 19,4 °C die wärmsten Monatsmitteltemperaturen gemessen werden. Im Mittel sind hier rund 66 Frosttage und 3 bis 4 Eistage zu erwarten. Sommertage gibt es im Jahresmittel rund 56, während normalerweise 7 bis 8 Hitzetage zu verzeichnen sind. Die Wetterstation von MeteoSchweiz liegt auf einer Höhe von 575 m ü. M.
|                        | Jan  | Feb  | Mär  | Apr  | Mai  | Jun  | Jul  | Aug  | Sep  | Okt  | Nov | Dez  |   |      |
| Mittl. Temperatur (°C) | 1,8  | 3,0  | 7,1  | 10,5 | 14,0 | 17,7 | 19,4 | 18,8 | 14,9 | 10,5 | 5,9 | 2,5  | ⌀ | 10,5 |
| Mittl. Tagesmax. (°C)  | 5,8  | 7,7  | 12,5 | 15,8 | 19,5 | 23,6 | 25,8 | 25,0 | 20,3 | 15,1 | 9,8 | 6,3  | ⌀ | 15,6 |
| Mittl. Tagesmin. (°C)  | −1,2 | −0,7 | 2,4  | 5,4  | 9,0  | 12,4 | 14,0 | 13,8 | 10,6 | 7,1  | 2,8 | −0,3 | ⌀ | 6,3  |
|                        |      |      |      |      |      |      |      |      |      |      |     |      |   |      |
| Niederschlag (mm)      | 57   | 44   | 59   | 104  | 130  | 130  | 125  | 161  | 127  | 136  | 141 | 70   | Σ | 1284 |
|                        |      |      |      |      |      |      |      |      |      |      |     |      |   |      |
| Sonnenstunden (h/d)    | 2,7  | 3,4  | 4,2  | 4,4  | 4,2  | 5,0  | 5,4  | 4,9  | 4,2  | 3,1  | 2,4 | 2,4  | ⌀ | 3,9  |
|                        |      |      |      |      |      |      |      |      |      |      |     |      |   |      |
| Regentage (d)          | 5,7  | 4,9  | 6,1  | 7,8  | 10,2 | 10,4 | 9,9  | 10,3 | 7,7  | 8,5  | 8,9 | 6,3  | Σ | 96,7 |
|                        |      |      |      |      |      |      |      |      |      |      |     |      |   |      |
| Luftfeuchtigkeit (%)   | 66   | 61   | 58   | 61   | 69   | 70   | 70   | 74   | 76   | 78   | 73  | 68   | ⌀ | 68,7 |

| −1,2 |

| −0,7 |

| 2,4 |

| 5,4 |

| 9,0 |

| 12,4 |

| 14,0 |

| 13,8 |

| 10,6 |

| 7,1 |

| 2,8 |

| −0,3 |

| −1,2 |

| −0,7 |

| 2,4 |

| 5,4 |

| 9,0 |

| 12,4 |

| 14,0 |

| 13,8 |

| 10,6 |

| 7,1 |

| 2,8 |

| −0,3 |

## Geschichte

Valle di Blenio, Acquarossa, Cima di Camadra. Historisches Luftbild von Werner Friedli (1954)

Acquarossa. Historisches Luftbild von W. Friedli (1954)

Regionalspital von Acquarossa. Historisches Luftbild von W. Friedli (1954)

Seinen Namen hat Acquarossa («rotes Wasser») nach den örtlichen salz-, eisen-, arsen- und lithiumcarbonathaltigen Quellen, die konstant eine Temperatur von 25 bis 26 Grad Celsius aufweisen und mit 2500 Litern pro Minute aus dem Berghang fliessen. Dem Bade- und Trinkwasser aus der Quelle, ebenso wie dem daraus gewonnenen roten Schlamm (Fango), werden medizinische Heilkräfte zugeschrieben. Es dient der Behandlung von Beschwerden wie Discopathien, Ischias, Gicht, Kreislaufstörungen oder Rheuma und wurde früher auch für die Linderung von Tropenkrankheiten angepriesen. Die erste Erwähnung des Ortsnamens Aquam rubeam stammt aus dem Jahr 1446. Im 18. Jahrhundert bestand ein kleines Bad, das 1786 auf den Fundamenten eines früheren Baus, des Palazzo Malingamba, errichtet wurde. Dieses später zum Nebengebäude gewordene Badehaus wurde 1912 aufgestockt und mit Liberty-Dekorationen neu bemalt.

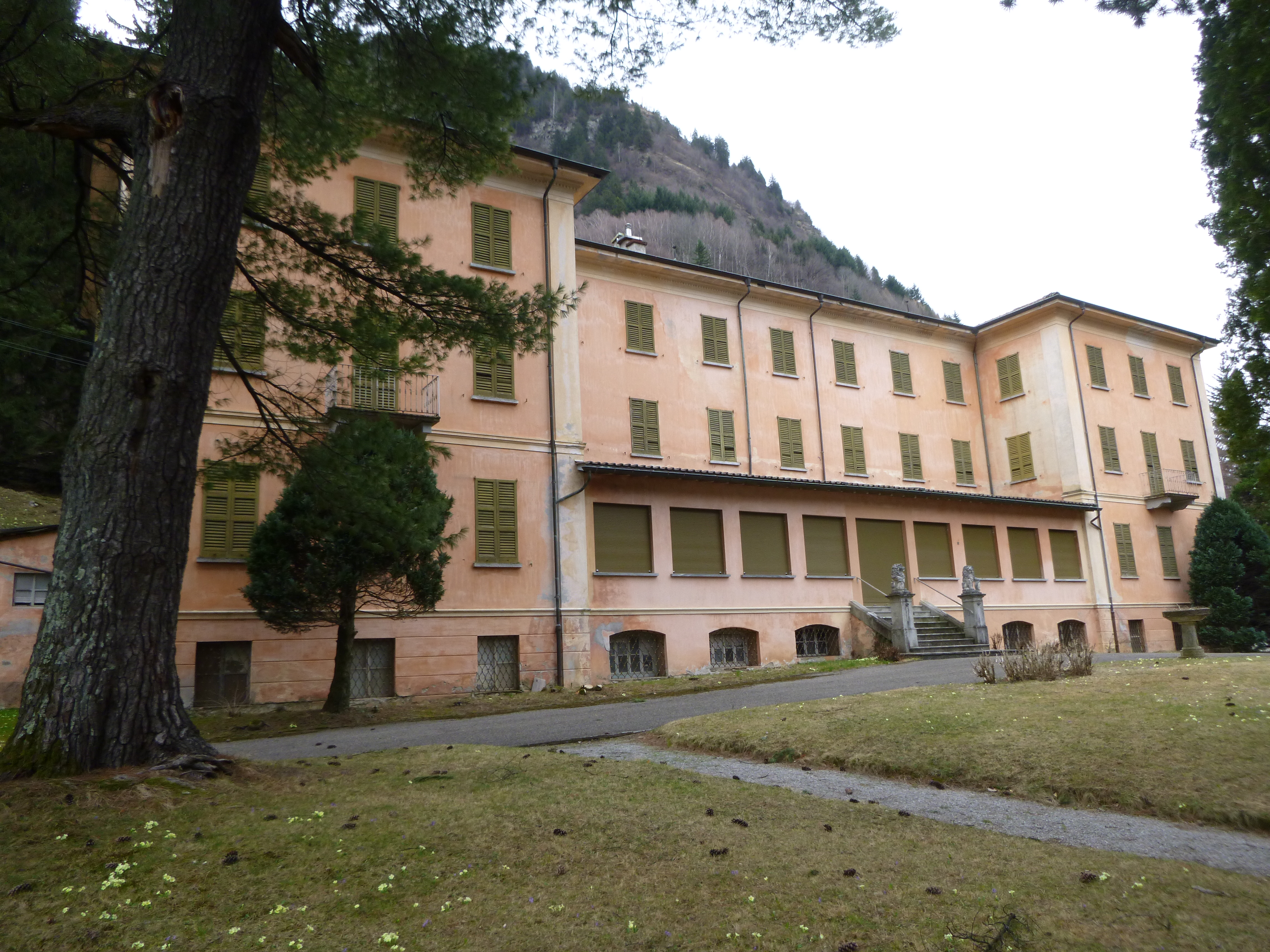
Das 1886 eröffnete und 1971 stillgelegte Kurhotel. Hinter dem Gebäude erfolgte die Entnahme von warmem Wasser und rotem Schlamm (Fango) für die Heilbehandlung.

1881 wurde auf Initiative des Priesters Antonio Del Siro in der zu Corzoneso gehörenden Fraktion Stallaccia ein kleines Altersheim für pensionierte Geistliche, die Villa Riposo, errichtet. Daraus ging das Spital Ospedale Bleniese di Maria Ausiliatrice hervor. 1898, 1909, 1913 und 1936 wurde es durch Anbauten erweitert. Mit Hilfe der Menzinger Schwestern entstand ein professioneller Spitalbetrieb. 1913 bot das Spital 35 Betten. Nachdem bei den in London, Paris und Mailand lebenden wohlhabenden Auswanderern Spenden gesammelt wurden, erhielt der Architekt Giuseppe Bordonzotti 1921 den Auftrag für einen imposanten Neubau mit zahlreichen Balkonen und einem Uhrturm, der 1923 fertig wurde. Er musste später einem funktionalistischen Zweckbau weichen.

Historische und kolorierte Photographie des Kurhotels von Leo Wehrli (1948)

Acquarossa, Hôtel Terme vom Bahnhof. Historisches Luftbild von L. Wehrli (1948)

Publikationen des an der Universität Pavia lehrenden Medizinprofessors und international renommierten Dermatologen Angelo Scarenzio förderten das Interesse an der Thermalbehandlung in Acquarossa. Ein Absolvent seiner Fakultät wurde zum ersten ärztlichen Direktor des Thermalbads ernannt. 1882 kaufte der Regierungskommissar Domenico Andreazzi das Grundstück mit der Quelle von den Gemeinden Lottigna, Dongio, Leontica und Corzoneso. Seither ist das Eigentumsrecht an den Quellen in Privatbesitz, auch wenn sich der Anwalt und Lokalpolitiker Ambrogio Bertoni aus Lottigna vergeblich für eine zeitlich befristete Konzession eingesetzt hatte. Die 1882 gegründete Betriebsgesellschaft beauftragte den Architekten Giuseppe Martinoli mit dem Bau, eröffnete das Kurhotel Albergo delle Terme 1886 und entwickelte Acquarossa zum touristischen Mittelpunkt des Tales. 1918 hatte das Hotel 70 Betten in 55 Zimmern. Weitere Betten wurden den Gästen in umliegenden Pensionen angeboten. Ein Park, mehrere Restaurants, ein Postbüro mit Telefon und Telegraf sowie ein Kutschendienst bzw. ab 1911 ein Bahnanschluss der Biasca-Acquarossa-Bahn bei Comprovasco  standen zur Verfügung. Im Norden der Alpen zunächst fast unbekannt, wurde die Kuranstalt bis zum Ausbruch des Ersten Weltkriegs vor allem aus dem Tessin und Italien besucht.
In den Kriegs- und Zwischenkriegsjahren geriet der Betrieb wegen des Fernbleibens der italienischen Gäste in eine Krise. Nach Angabe der Basler Besitzerfamilie Greter, die die Anlage 1932 erwarb, beherbergte das Bad in der Folge zahlreiche Deutsche und Engländer. Hauptsächlich kamen die Gäste nun aber aus der Deutschschweiz. 1971 musste der Kurbetrieb wegen fehlender Mittel für die dringend erforderliche Erneuerung der Gebäude eingestellt werden, weil die zuvor mitarbeitende Eigentümerfamilie diese Kosten neben dem notwendig gewordenen verstärkten Personalaufwand nicht mehr tragen konnte. Das Hauptproblem bestand darin, dass die Gebäude im Winter nicht ausreichend beheizt werden konnten, zudem befinden sich die Badezimmer auf der Etage. Fast zeitgleich wurde 1973 auch der Bahnbetrieb eingestellt. Die Anlage ist seither verwaist und wird nur minimal in Stand gehalten. Von einem unangemeldeten Besuch wird abgeraten. Mehrere Versuche einer Neubelebung des Kurbetriebs blieben ohne Erfolg. 2024 wurde mit dem Projekt «Sun Village» ein neues Projekt präsentiert.
Die heutige Gemeinde entstand im Jahr 2004 durch die Fusion der bis dahin selbständigen Gemeinden Castro, Corzoneso, Dongio, Largario, Leontica, Lottigna, Marolta, Ponto Valentino und Prugiasco zur neu entstandenen Gemeinde Acquarossa. Dem Zusammenschluss war am 22. September 2002 eine Konsultativabstimmung vorausgegangen, in der 71 % aller Stimmberechtigten zustimmten. Am höchsten lag die Zustimmung mit 97 % in Castro, am tiefsten mit 55 % in Dongio.
In einer Volksabstimmung am 27. November 2016 stimmte die Bevölkerung der Gemeinde Acquarossa mehrheitlich für die Einrichtung des Nationalparks Parc Adula.

## Bevölkerung
| Bevölkerungsentwicklung | Bevölkerungsentwicklung | Bevölkerungsentwicklung | Bevölkerungsentwicklung | Bevölkerungsentwicklung |
| ----------------------- | ----------------------- | ----------------------- | ----------------------- | ----------------------- |
| Jahr                    | 2004                    | 2010                    | 2020                    | 2023                    |
| Einwohner               | 1864                    | 1841                    | 1807                    | 1831                    |

## Schulen
Kindergarten, Primarschule und Mittelstufe befinden sich in der Gemeinde Acquarossa, wobei Jugendliche aus den Gemeinden Blenio und Serravalle ebenfalls den Mittelstufenunterricht in Acquarossa besuchen. Der gymnasiale Unterricht erfolgt am Liceo Cantonale di Bellinzona oder an der Scuola Cantonale di Commercio Bellinzona. Das Unternehmen Autolinee Bleniesi S.A. in Biasca ist mit einem Schulbusdienst beauftragt.

## Sehenswürdigkeiten
- Weit oberhalb des Ortsteils Prugiasco steht die romanische Kirche San Carlo di Negrentino. Sie wurde im 11. Jahrhundert erbaut und im 12. Jahrhundert erweitert und gilt als eines der wichtigsten historischen Bauwerke des Bleniotals. Im Innern enthält sie romanische und spätgotische Fresken. Die von 1676 stammende Glocke zersprang in den 1940er-Jahren. Im Sinn der Erhaltung von Kulturgut wurde die Glocke anstelle einer Neuanschaffung instand gestellt und läutet seit dem 7. Dezember 2008 wieder, dem Tag des heiligen Ambrosius.[20]
- Im Ortsteil Acquarossa: ehemaliges Hotel Terme[20]
- Im Ortsteil Acquarossa-Comprovasco: Pfarrkirche Santi Vincenzo de’ Paoli, Giacomo e Bartolomeo von 1868, mit einem Kirchturm von 1925[20]
- Im Ortsteil Lottigna: Pfarrkirche Santi Pietro e Paolo[20]
- Im Ortsteil Lottigna: Museo della Valle di Blenio in der Casa dei Landfogti[21]
- Im Ortsteil Corzoneso: Pfarrkirche Santi Nazario e Celso
- Im Ortsteil Corzoneso-Casserio: Fondazione Archivio Fotografico Roberto Donetta in der Casa Rotonda[22]
- Im Ortsteil Dongio: Pfarrkirche Santi Luca e Fiorenzo, schon erwähnt im Jahr 1205[20]
- Casa dei Pagani[23]

## Infrastruktur
- Im Ortsteil Acquarossa-Stallaccia: Regionalspital Ospedale Regionale di Bellinzona e Valli (Sede Acquarossa)[24]
- Im Ortsteil Acquarossa-Corzoneso Piano: Cinema Teatro Blenio, seit 1956 in Betrieb. Gebaut nach Plänen des Architekten Giampiero Mina im Stil der Organischen Architektur, in Anlehnung an den finnischen Architekten Alvar Aalto.[25][26]
- Im Ortsteil Acquarossa-Comprovasco: Bezirksgericht Blenio im Palazzo del Pretorio[27]
- Im Ortsteil Acquarossa-Comprovasco ist der Ausgangs- und/oder Zielort der vier historischen Kulturwanderwege durch das Bleniotal: 1. Sentiero storico della bassa e media Valle di Blenio (westliche Talseite); 2. Sentiero storico di Negrentino; 3. Sentiero storico della bassa e media Valle di Blenio (östliche Talseite); 4. Sentiero storico della media e alta Valle di Blenio (mittleres und oberes Bleniotal)[28]
- Skianlagen Nara-Leontica-Cancori (mit 5 Skiliften, 2 Sesselbahnen und 30 Pistenkilometern, die auf 875–2153 m ü. M. liegen)[29]

## Verkehr
Acquarossa liegt an der Hauptstrasse durch das Bleniotal, die nach Süden bei Biasca an die Autobahn A2 angeschlossen ist. Die Hauptstrasse verläuft grösstenteils auf der Ostseite des Flusses Brenno. Bis Aquila im Norden kann auch eine kurvenreiche Strasse durch die Dörfer westlich des Brenno befahren werden. Weiter nördlich besteht zudem die Möglichkeit, den Lukmanierpass zu befahren.
Die stündlich verkehrende Buslinie 131 der Autolinee Bleniesi S.A. zwischen Biasca und Olivone gewährleistet eine Anbindung an das Bahnnetz der SBB in Biasca. Die Busstation in Acquarossa-Comprovasco bietet Umsteigemöglichkeiten auf die Buslinien 133 nach Leontica und 134 nach Ponto Valentino.

## Bilder

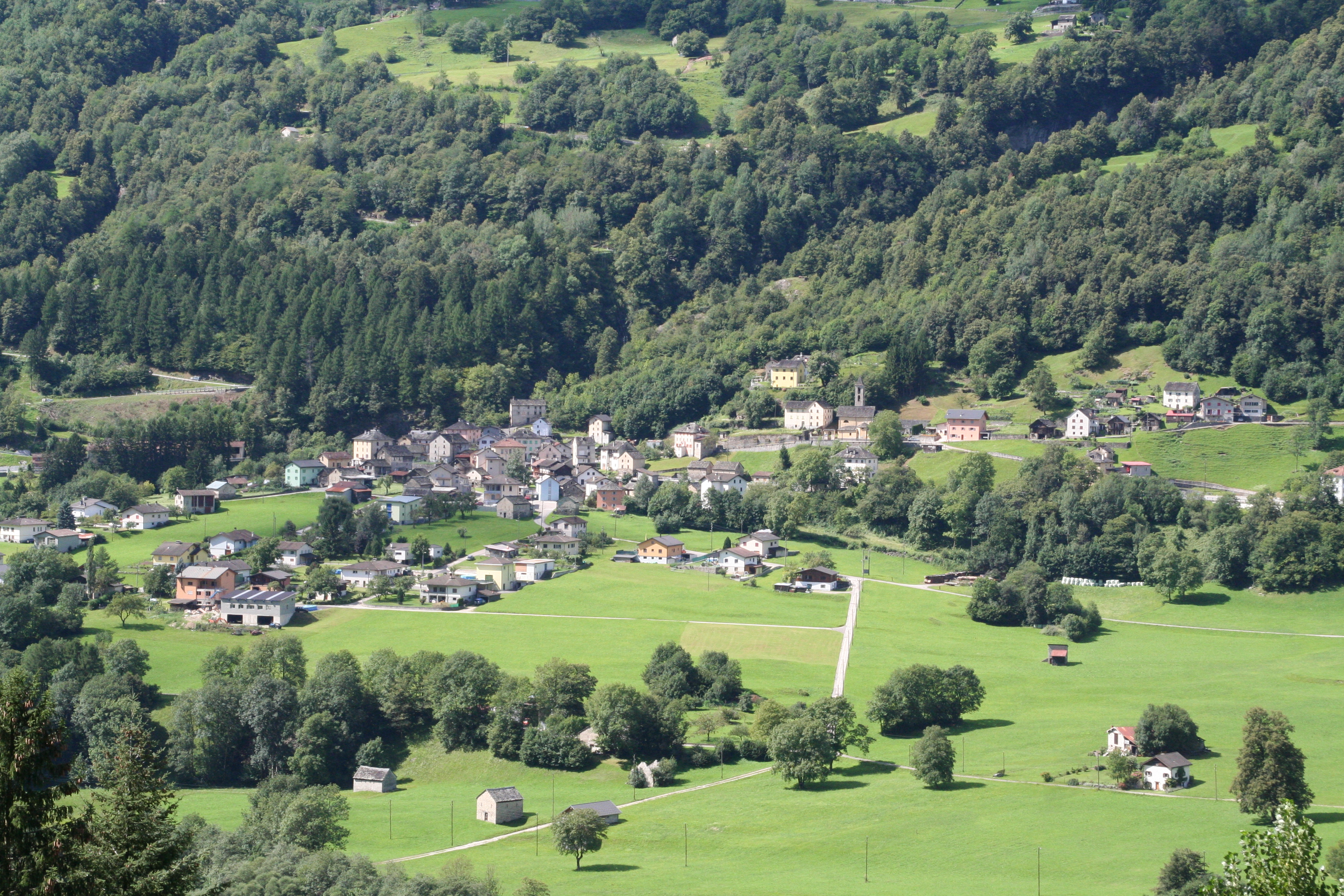
Prugiasco
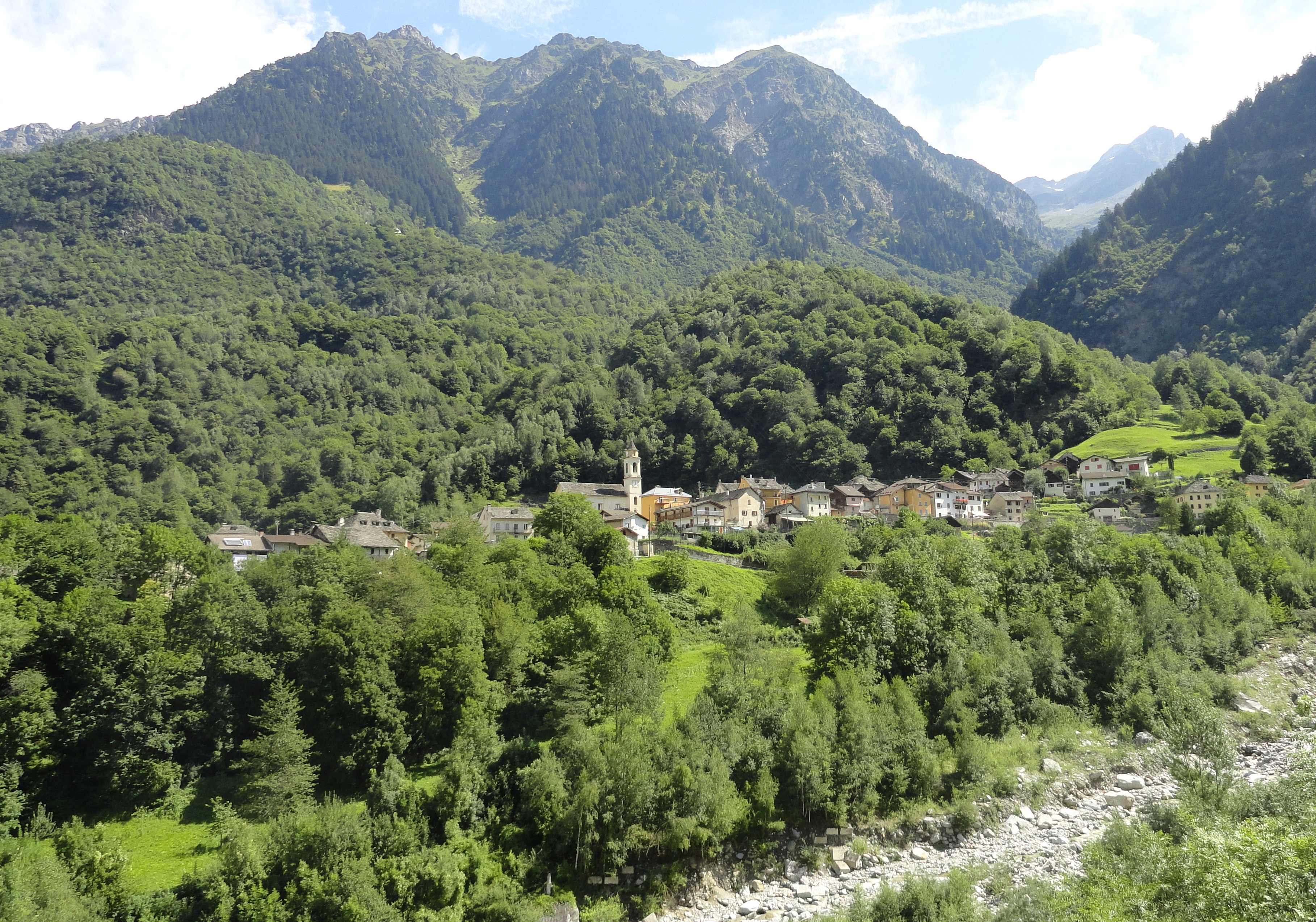
Dangio
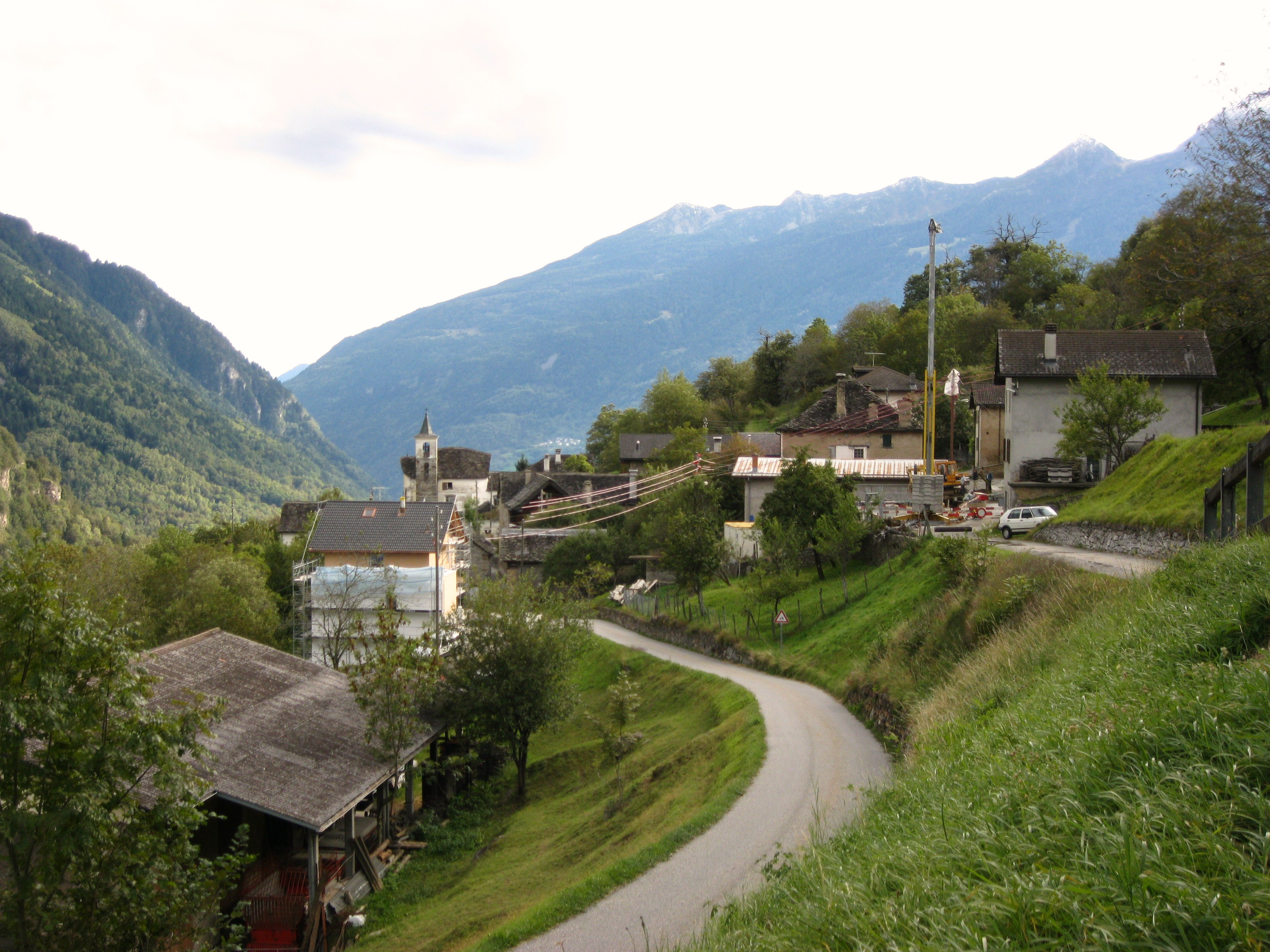
Largario
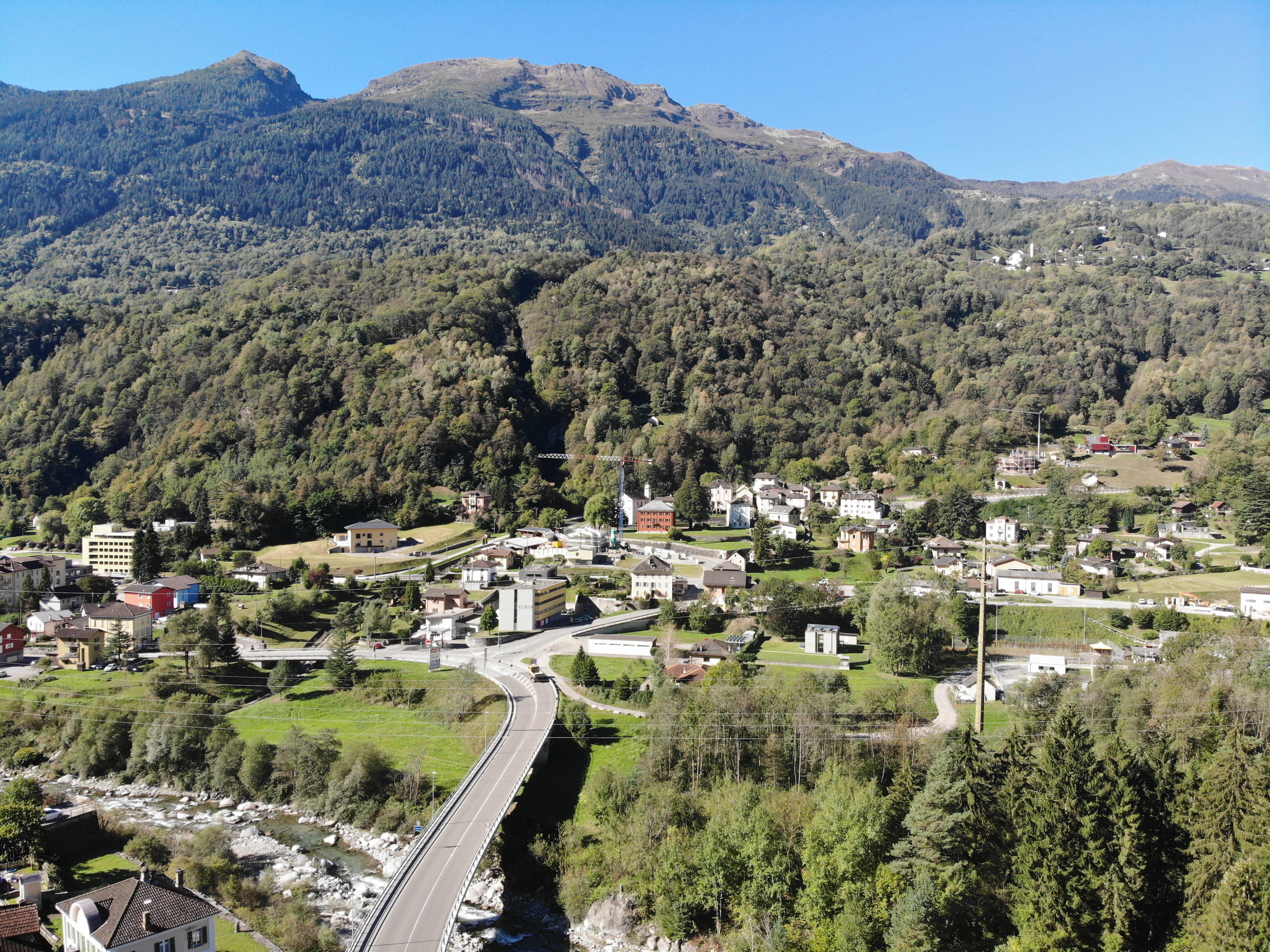
Comprovasco
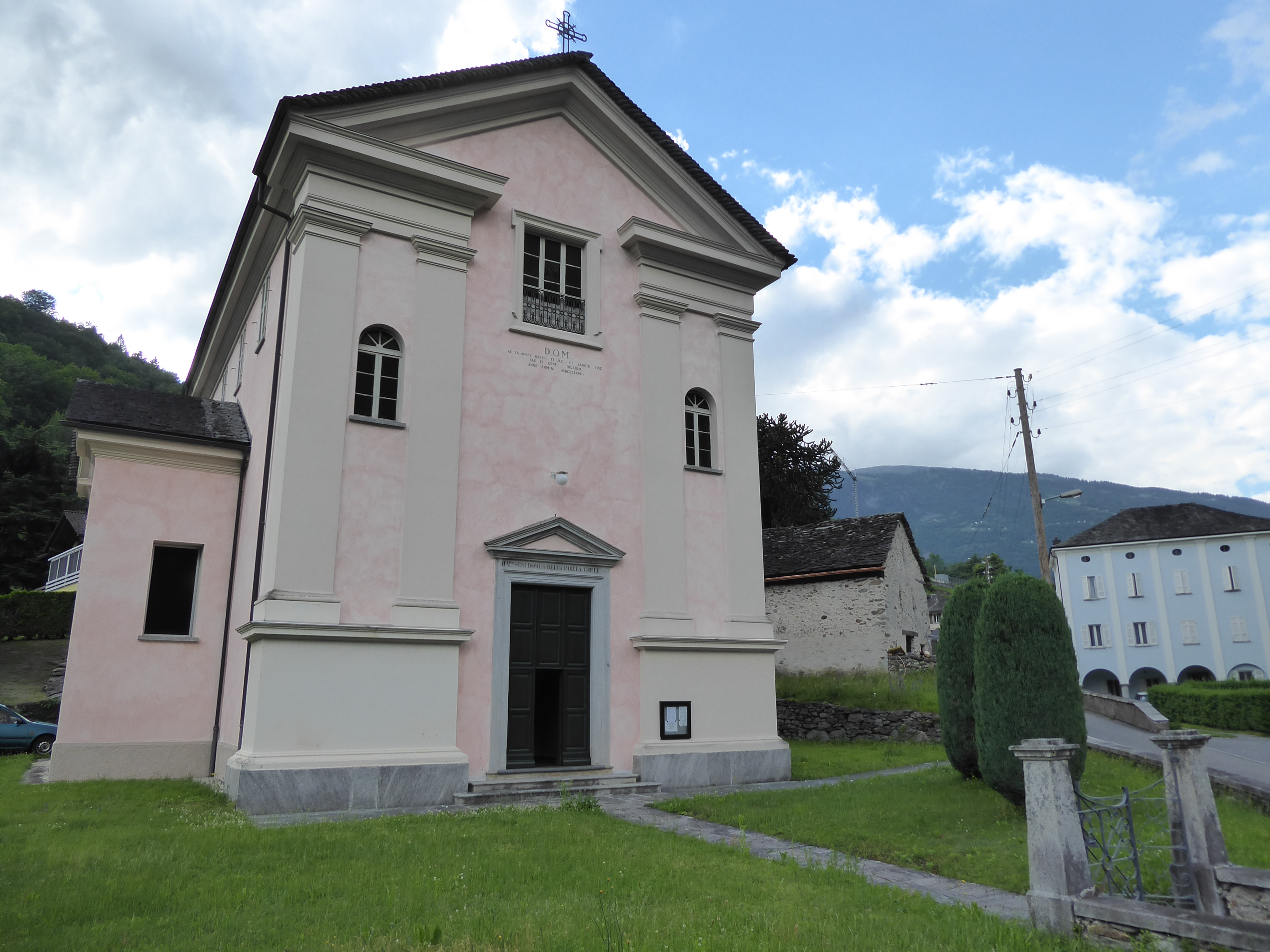
Oratorio dei Santi Vincenzo de’ Paoli, Giacomo e Bartolomeo in Comprovasco
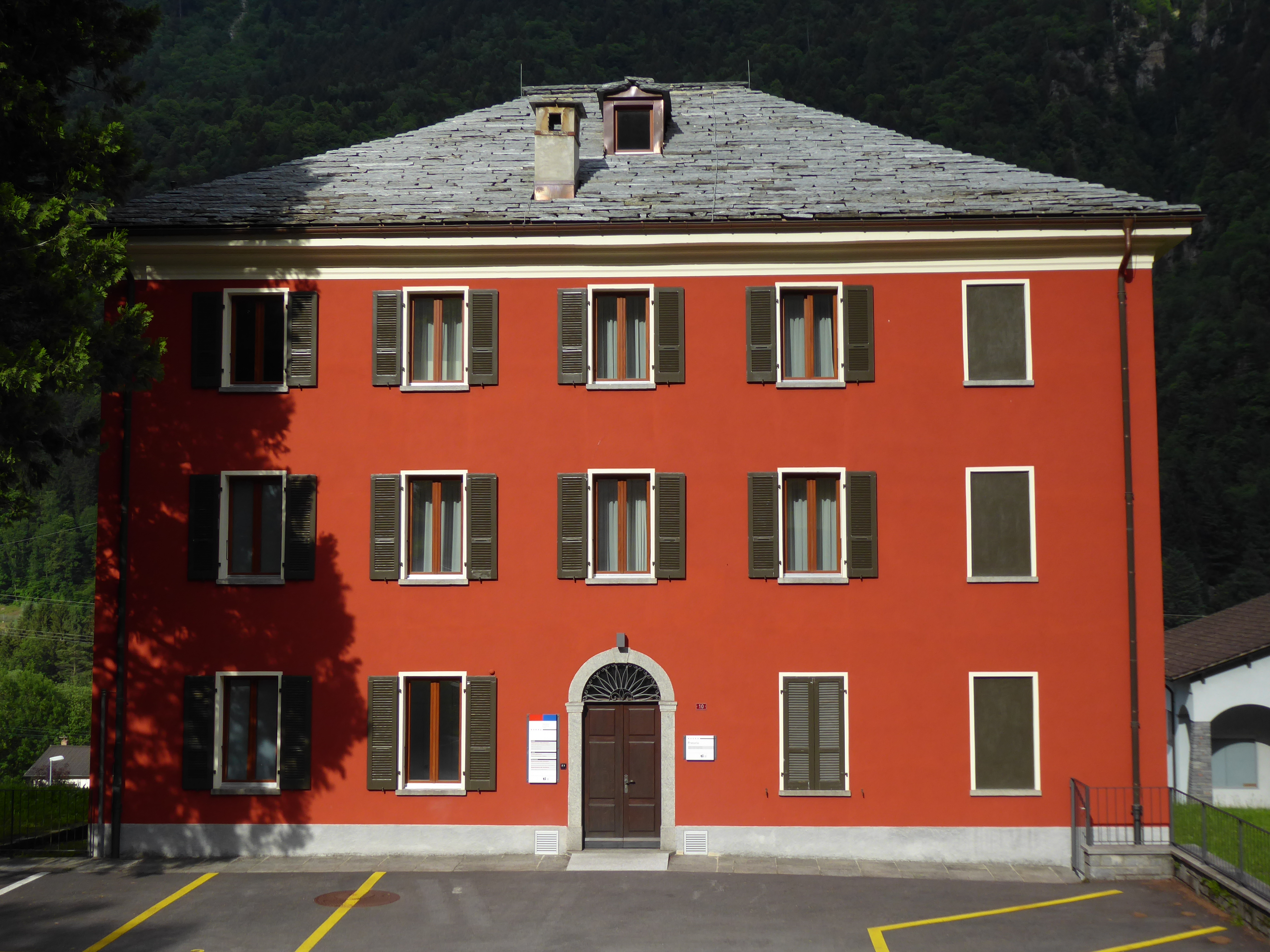
Palazzo del Pretorio in Comprovasco
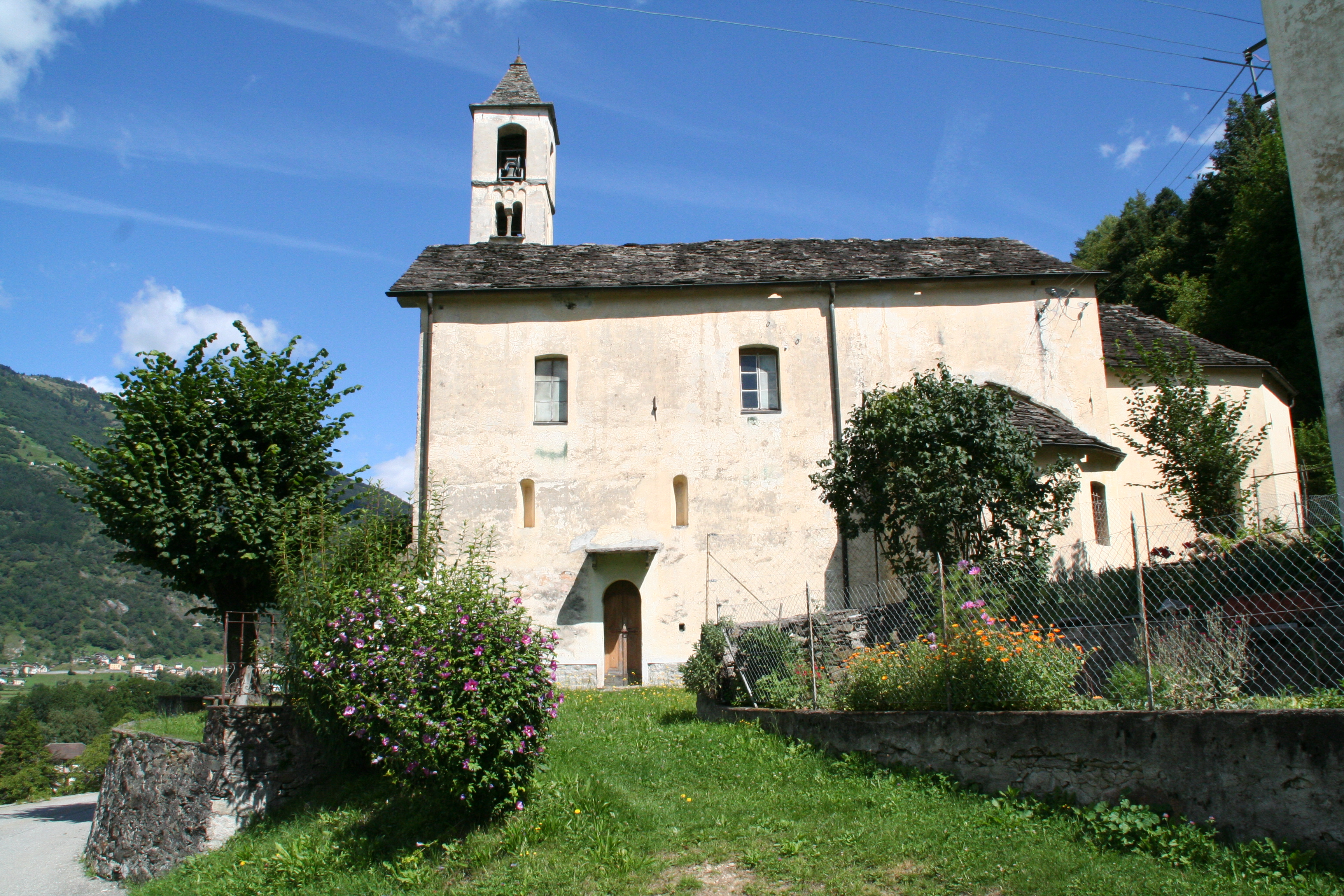
Kirche Santi Pietro e Paolo in Lottigna
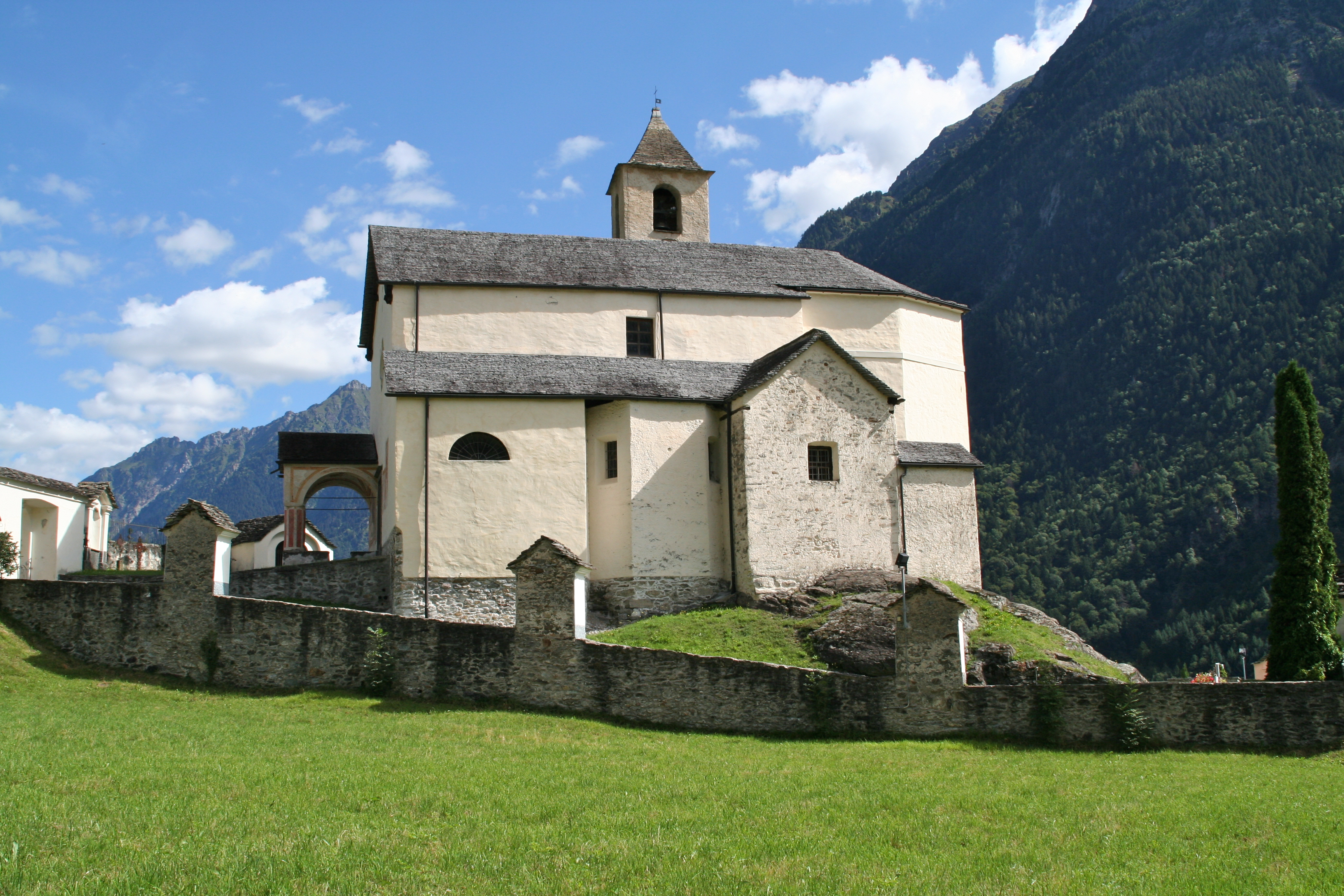
Corzoneso: Kirche Santi Nazario e Celso
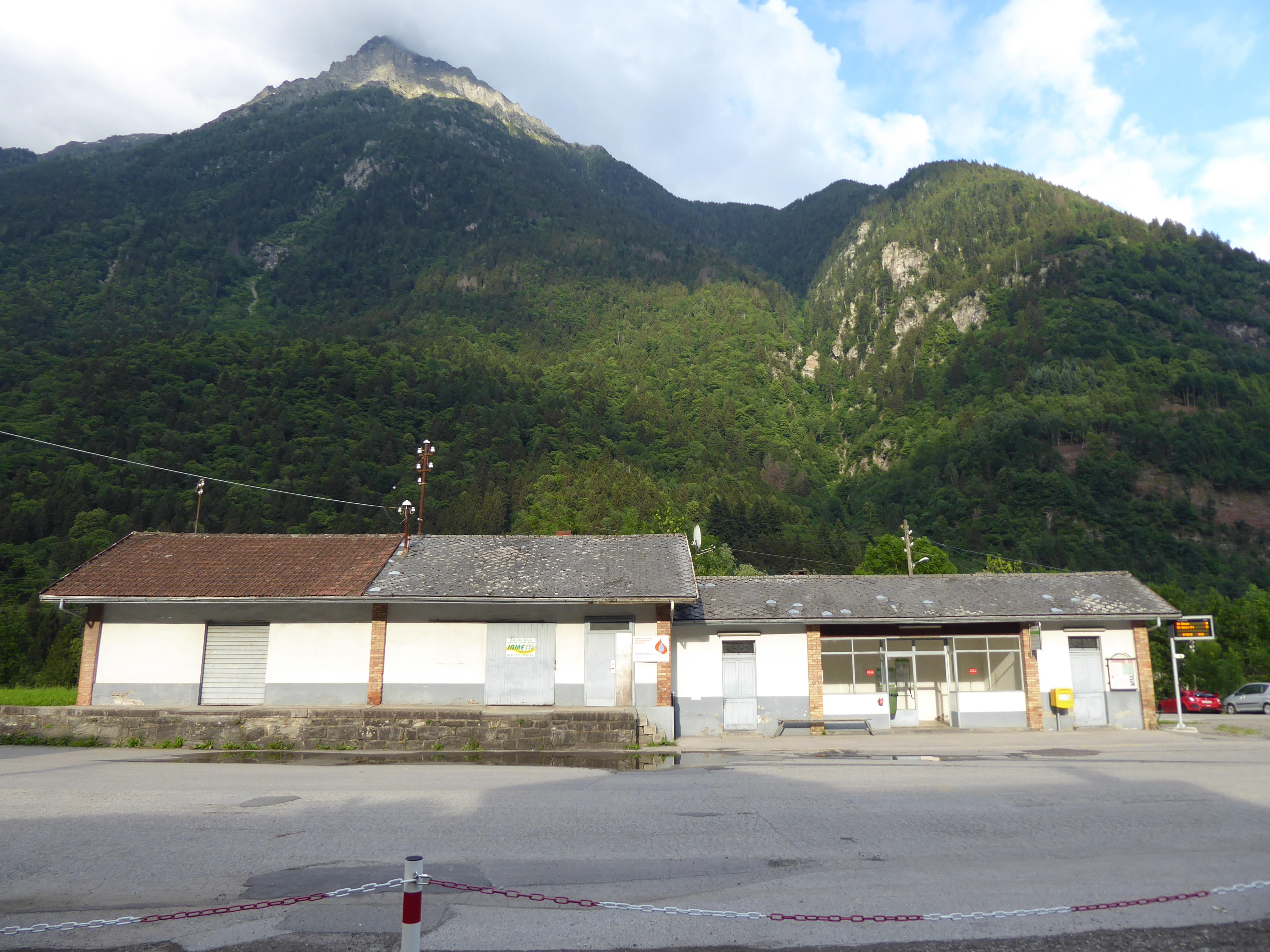
Der stillgelegte Bahnhof von Acquarossa (heute abgerissen)

## Persönlichkeiten
- Felice Gianella (1829–1898), Rechtsanwalt, Richter am Appellationsgericht, Politiker, Tessiner Grossrat und Staatsrat
- Giovanni Genucchi (1904–1979) (Bürgerort Castro TI), Bildhauer, Holzschnitzler
- Chiara Fiorini (* 1. Februar 1956 in Acquarossa), Künstlerin, Malerin. Sie schuf Objektkunst. Seit 1984 ist sie Mitglied des Atelierprojektes BINZ 39[31]
- Manuela Bonfanti (* 1971 in Acquarossa), Schriftstellerin, Biographin und Lehrerin[32]